# Gargilesse-Dampierre
Gargilesse-Dampierre är en kommun i departementet Indre i regionen Centre-Val de Loire i de centrala delarna av Frankrike. Kommunen ligger i kantonen Éguzon-Chantôme som tillhör arrondissementet La Châtre. År 2022 hade Gargilesse-Dampierre 267 invånare.

## Befolkningsutveckling
Antalet invånare i kommunen Gargilesse-Dampierre
Referens:INSEE